# Уилсон, Роберт (астроном)
Сэр Роберт Уилсон (6 апреля 1927 — 2 сентября 2002) - британский астроном, командор Ордена Британской империи, член Королевское общество; 
Сыном даремского шахтёра. Изучал физику в Королевском колледже в Дареме и получил докторскую степень в университете Эдинбурга, где работал в в Эдинбургской Королевской обсерватории со звездными спектрами. Он был астрономом, который полностью использовал возможности, предоставленные космической эрой, и он был одним из пионеров, которые заложили основу для развития Великих космических обсерваторий, таких как космический телескоп им. Хаббла.
В 1959 году Уилсон присоединился к Группе плазменной спектроскопии в Научно-исследовательский центр по атомной энергии в Харвелле, где он отвечал за измерение температуры в эксперименте Зета, подтвердив, что она не была достаточно горячей, чтобы произвести управляемый термоядерный синтез. Будучи руководителем группы плазменной спектроскопии в Кулхэме, он руководил программой ракетных наблюдений ультрафиолетовых спектров Солнца и звезд. Размещая телескопы на спутниках, можно было избежать поглощения ультрафиолетового света атмосферой Земли и получить много информации о горячей плазме, особенно в хромосфере и короне Солнца.
Затем Уилсон подключился к разработке первого астрономического спутника Европейской организации космических исследований (ESRO), миссии TD-1A, и возглавил британское сотрудничество с Бельгией в эксперименте S2/68, который в 1972 году провел первое исследование всего неба в ультрафиолете.
Уилсон известен как «отец» спутника International Ultraviolet Explorer (IUE). Его разработка началась в 1964 году с предложения ESRO о создании большого астрономического спутника, который оказался слишком дорогим, а исследования были прекращены в 1967 году. Уилсон, однако, убедил власти Великобритании продолжить исследование и добился радикального изменения дизайна, которое в то же время имело большие возможности и было проще и, следовательно, дешевле. Эта концепция получила название Ультрафиолетовый астрономический спутник (англ. Ultraviolet Astronomical Satellite, UVAS). Проект UVAS был снова представлен в ESRO в ноябре 1968 года, но, несмотря на положительный отзыв, не был принят. Убедившись в обоснованности концепции, Уилсон предложил проектные работы НАСА, что в конечном итоге привело к IUE, международному проекту НАСА, ЕКА и Великобританией.
В 1972 году он оставил свой пост директора Научно-исследовательского отдела астрофизических исследований Совета по научным исследованиям в Кулхэме, чтобы стать профессором астрономии в Университетском колледже Лондона. Он был лектором в Королевском астрономическом обществе в 1985 году. Он был посвящен в рыцари в 1989 году.